# 瓦沙克拉洪·乌巴·卡维尔
瓦沙克拉洪·乌巴·卡维尔（Uaxaclajuun Ubʼaah Kʼawiil；600年代—738年5月3日），昵称十八兔（西班牙語：18 Conejo），玛雅城邦科潘的第十三位统治者，695年1月2日至738年5月3日在位。

## 生平
695年，科潘君主烟豹逝世，十八兔即位。十八兔即位之初便着手扩建26号建筑（扩建的部分今称埃斯梅拉达区），作为烟豹的陵寝。然而帕帕加约神庙仍在修建，这一神庙在2号统治者（亚克库毛之子）在位期间便开始修建；为此，十八兔暂停了帕帕加约神庙的修建。此后他又在埃斯梅拉达区的东面建起一道“文字阶梯”。

## 建筑成就
十八兔在位期间修建了大量建筑，被视为科潘历史上最伟大的艺术赞助人。有一些建筑由于科潘河的侵蚀而损毁。十八兔时期建筑的浮雕深刻而华丽，代表着科潘石雕艺术的巅峰。
十八兔王修建的最宏伟的建筑物是10L-22号建筑，为一座假山。假山内室很可能是放血仪式的举行地。建筑的角落装饰有石制面具，上书象形文字，意为“石山”。建筑的入口雕刻为一只拱形的宇宙怪物，入口即是其嘴巴，象征通往人类世界的入口。
738年建成的A-III蹴球场是十八兔的最后一大建筑成就。这座蹴球场颇为雄伟，仅次于奇琴伊察的大蹴球场。
在711年至736年之间，十八兔王树立了七座纪念碑。其中，他所下令修建的石碑C、F、4、H、A、B和D都堪称古典期玛雅艺术的巅峰之作。而且，每座石碑都刻画了十八兔的面孔，饰以华丽的宗教修饰。石碑A上的文字意为，科潘是玛雅世界伟大的国度，与卡拉克穆尔、帕伦克和蒂卡尔齐名。

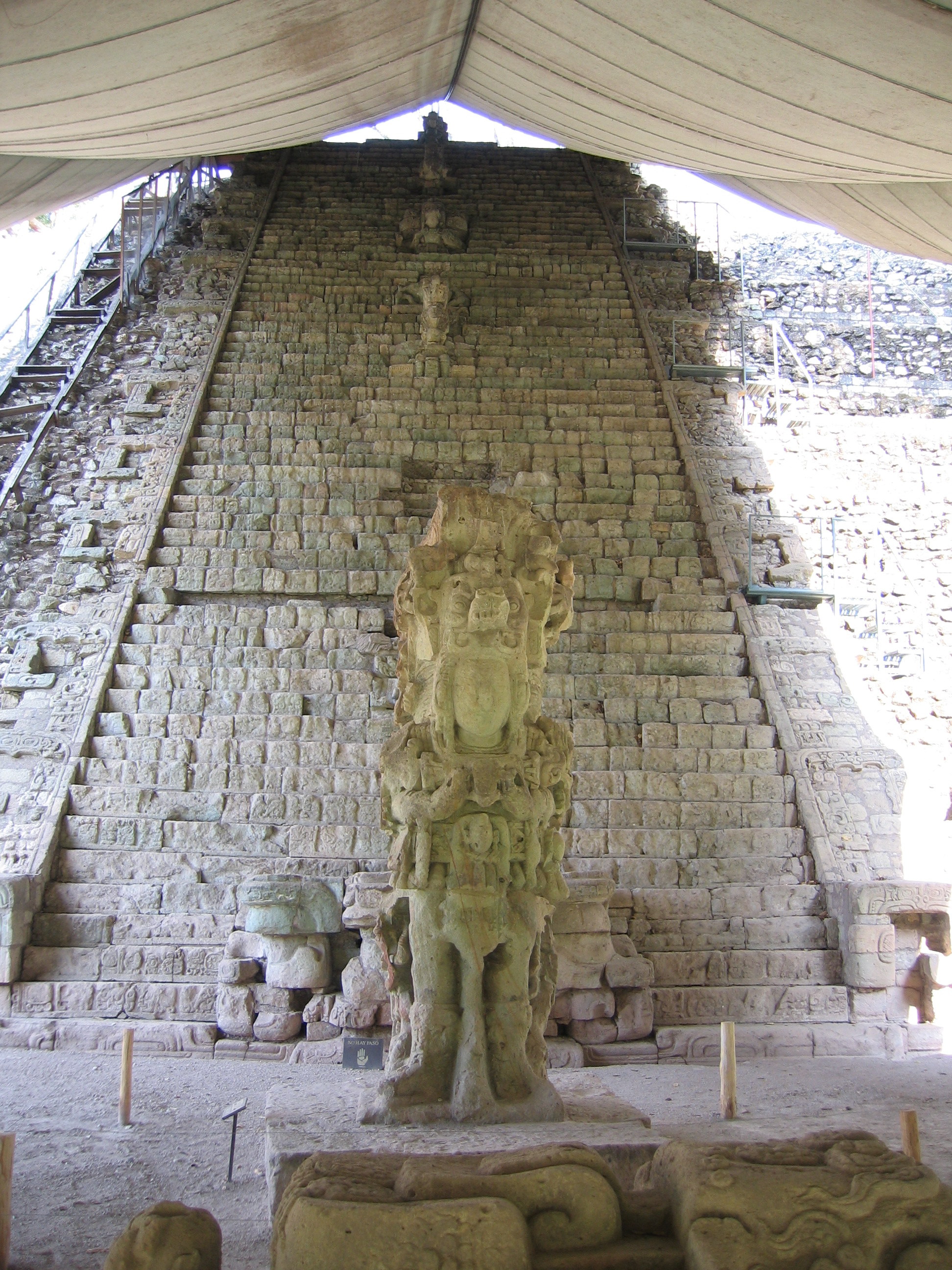
科潘26号建筑的“文字阶梯”，由十八兔下令建造
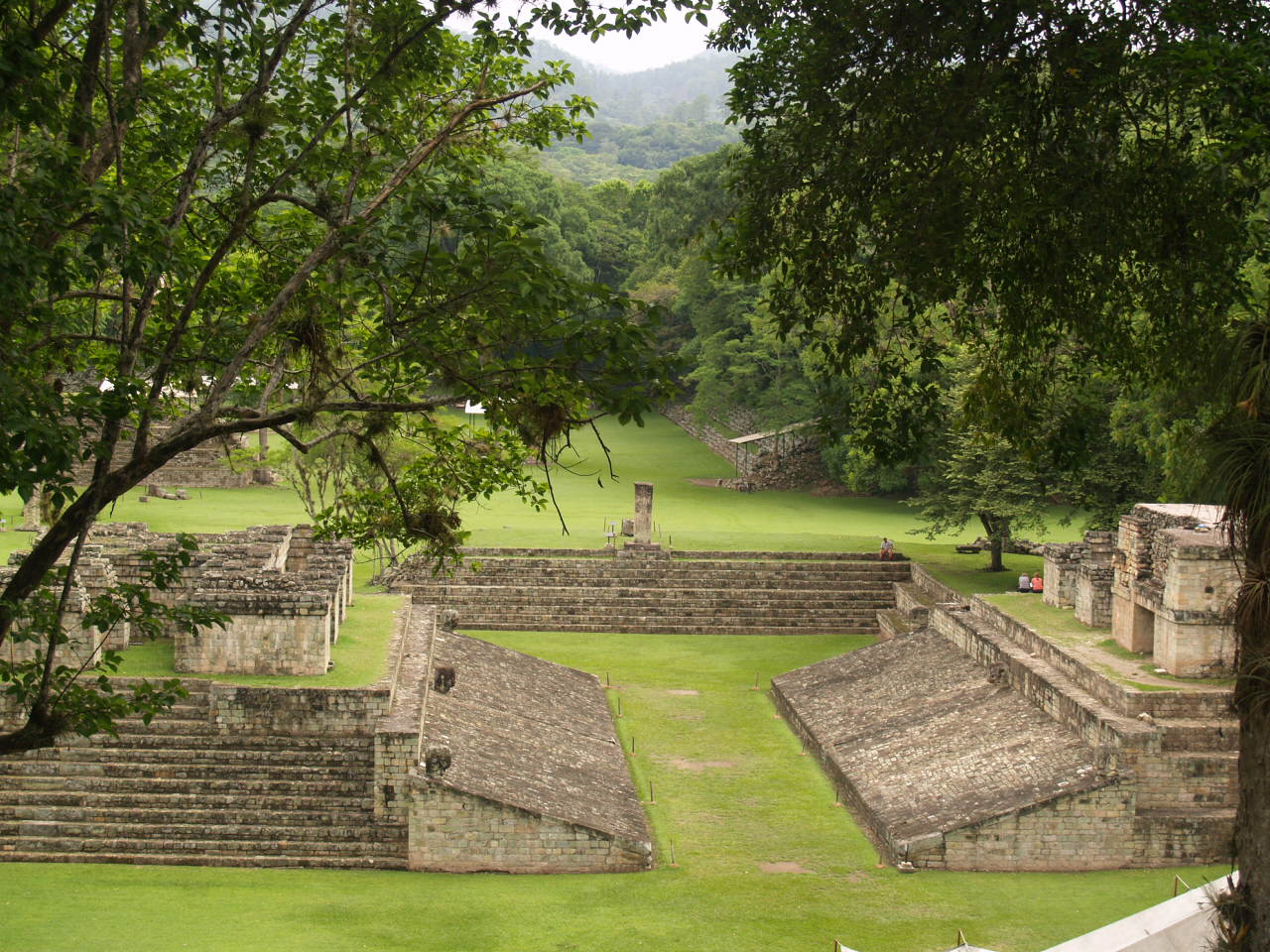
十八兔在795年完成了科潘A-III蹴球场的修建

## 丧命
十八兔在738年5月3日被基里瓜君主暴雨天擒获，遭到斩首。基里瓜曾是科潘的藩属，规模仅仅是科潘是十分之一，但却扼守着莫塔瓜河贸易网的关键节点。根据基里瓜祭坛M的记载，暴雨天在734年自封为圣主（kʼuhul ajaw），意即宣布基里瓜自科潘独立；他在738年擒获十八兔，并将他斩首。这一日期在基里瓜的纪念碑文上尤为明显。在科潘，仅仅在文字阶梯上可以找到此事件的相关记载，称十八兔死于“燧石与盾”。如今没有考古证据表明基里瓜曾派兵攻打科潘，因此十八兔也有可能是在科潘境外被俘。
基里瓜作为规模仅为科潘十分之一的小邦，实力自然难以和科潘匹敌。因此，基里瓜不太可能独立击败科潘，而应是得到了其他强邦的协助。基里瓜的石碑I记载，暴雨天在736年接待了卡拉克穆尔的使团，使团中甚至包括卡拉克穆尔的统治者瓦马乌·卡维尔（Wamaw Kʼawiil）本人。因此，卡拉克穆尔很可能经此成为基里瓜的盟友。一旦科潘的势力遭到削弱，卡拉克穆尔便可控制更广阔的贸易网络，同时另一霸权蒂卡尔也是科潘的盟友，因此此举也可削弱科潘的势力圈。
十八兔的逝世令科潘的文化繁荣时代戛然而止。在此后18年间，科潘没有修建任何建筑或是石碑。继承十八兔王位的是卡克·霍普拉赫·钱·卡维尔（Kʼakʼ Joplaj Chan Kʼawiil），他是位碌碌无为的统治者，很可能得到了暴雨天的扶植。基里瓜的铭文记载称，暴雨天是“十四号统治者”，也就是科潘的第十四位统治者，这表明接替十八兔地位的就是基里瓜君主暴雨天。更何况，失去基里瓜这一重要藩属就一定导致科潘的贸易优势遭到严重削弱，致使政治和经济的倒退。

## 书目
- Coe, Michael D. . Ancient peoples and places series 6th edition, fully revised and expanded. London and New York: Thames & Hudson. 1999. ISBN 0-500-28066-5. OCLC 59432778.
- Fash, William L.  Revised. London.: Thames and Hudson. 2001. ISBN 0-500-28282-X.
- Martin, Simon; Nikolai Grube. . London and New York: Thames & Hudson. 2000. ISBN 0-500-05103-8. OCLC 47358325.
- Martin, Simon; Nikolai Grube.  2nd. New York, NY: Thames and Hudson. 2008. ISBN 9780500287262.
- Sharer, Robert J.; Loa P. Traxler.  6th (fully revised). Stanford, CA: Stanford University Press. 2006. ISBN 0-8047-4817-9. OCLC 57577446.
- Schele, Linda; David Freidel.  First. New York, NY: William Morrow and Company, Inc. 1990. ISBN 0-688-07456-1.
- Stuart, David. . Peabody Museum of Archaeology and Ethnology. 1996  [2011-01-19]. （原始内容存档于2008-12-16）.